# Правительство Республики Южная Осетия
Правительство Республики Южная Осетия — высший коллегиальный государственный орган единой системы исполнительной власти в частично признанной Республике Южная Осетия.
В соответствии с Конституцией Республики Южная Осетия и законами Республики Южная Осетия Президент Республики Южная Осетия как глава исполнительной власти Республики Южная Осетия определяет основные направления деятельности Правительства Республики Южная Осетия и организует его работу.
Президент Южной Осетии назначает на должность Председателя Правительства Республики Южная Осетия с согласия Парламента Республики Южная Осетия и освобождает его от должности, уведомив Парламент Республики Южная Осетия.

## Состав Правительства
В соответствии со статьей 73 Конституции Республики Южная Осетия Правительство Республики Южная Осетия состоит из Председателя Правительства Республики Южная Осетия, Первого заместителя Председателя Правительства Республики Южная Осетия, заместителей Председателя Правительства Республики Южная Осетия, министров Республики Южная Осетия и руководителя Администрации Президента Республики Южная Осетия.
В настоящее время в Республике Южная Осетия 13 министерств:
- Министерство внутренних дел Республики Южная Осетия
- Министерство здравоохранения Республики Южная Осетия
- Министерство иностранных дел Республики Южная Осетия
- Министерство культуры Республики Южная Осетия
- Министерство обороны Республики Южная Осетия
- Министерство образования и науки Республики Южная Осетия
- Министерство Республики Южная Осетия по делам гражданской обороны, чрезвычайных ситуаций и ликвидации последствий стихийных бедствий
- Министерство сельского хозяйства Республики Южная Осетия
- Министерство строительства, архитектуры и жилищно-коммунального хозяйства Республики Южная Осетия
- Министерство труда и социального развития Республики Южная Осетия
- Министерство финансов Республики Южная Осетия
- Министерство экономического развития Республики Южная Осетия
- Министерство юстиции Республики Южная Осетия

## Текущий состав
Действующее Правительство Республики Южная Осетия по состоянию на 12 апреля 2023 года:
| Должность                                                                                                | Имя                            | Дата назначения      |
| --- | ------------------------------ | -------------------- |
| Председатель Правительства                                                                               | Джуссоев Константин Хасанович  | 20 июня 2022 года    |
| Первый заместитель Председателя Правительства                                                            | Джиоев Алан Владимирович       | 22 ноября 2022 года  |
| Заместитель Председателя Правительства — Министр финансов Республики Южная Осетия                        | Тадтаев Дзамболат Мервадикович | 23 октября 2023 года |
| Заместитель Председателя Правительства - Министр юстиции Республики Южная Осетия                         | Джиоев Алан Николаевич         |                      |
| Министр юстиции                                                                                          | Гаглоев Олег Феликсович        | 9 июня 2022 года     |
| Министр внутренних дел                                                                                   | Гучмазов Алан Хазбиевич        | 5 апреля 2023 года   |
| Министр по делам гражданской обороны, чрезвычайным ситуациям и ликвидации последствий стихийных бедствий | Гассеев Ибрагим Алимбегович    | 22 ноября 2022       |
| Министр иностранных дел                                                                                  | Джиоев Ахсар Муратович         | 15 августа 2022 года |
| Министр образования и науки                                                                              | Лолаев Аслан Давидович         | 12 апреля 2023 года  |
| Министр строительства, архитектуры и жилищно-коммунального хозяйства                                     | Чочиев Заур Владимирович       | 5 апреля 2023 года   |
| Министр культуры                                                                                         | Дзагоева Радмила Филипповна    | 21 июня 2022 года    |
| Министр сельского хозяйства                                                                              |                                | 28 июня 2022 года    |
| Министр обороны                                                                                          |                                | 23 августа 2022 года |
| Министр здравоохранения и социального развития                                                           | Джигкаев Томас Джемалович      | 9 ноября 2022 года   |
| Руководитель Администрации Президента                                                                    | Алборов Алан Юрьевич           | 10 июня 2022 года    |